# Pizzicato

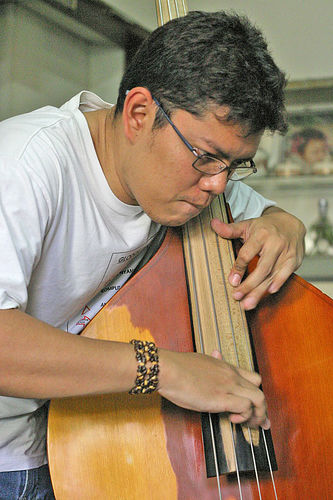
El pizzicato es un contrabajo de cuerda pulsada que se utiliza en la música jazz. La técnica del pizzicato en jazz es diferente de la técnica tradicional. El walking bass se toca tradicionalmente con pizzicato.

El pizzicato (en italiano, «pellizcado» y en plural pizzicati) es una técnica de interpretación musical que debe aplicar el ejecutante de un instrumento de cuerda pulsada, o también de cuerda frotada, cuando corresponda o bien cuando aparezca la indicación pertinente en una partitura. Consiste en pellizcar las cuerdas con la yema de los dedos en instrumentos como el violín, la viola, el violonchelo, el contrabajo, el octabajo o bien la guitarra acústica, guitarra eléctrica o electroacústica, bajo eléctrico, bajo acústico, mandolina, sitar, arpa, entre otros.. Esta técnica interpretativa variará en función del instrumento musical que deba ejecutarla.

## Descripción de la técnica

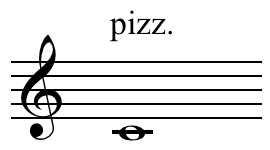
Do central, pizzicato.

El pizzicato es una técnica que consiste en pulsar o estirar las cuerdas de un instrumento de cuerda con los dedos.
Cuando una cuerda es golpeada o pellizcada, como en el pizzicato, se generan ondas sonoras que no pertenecen a una serie armónica. Como cuando una cuerda está inclinada.
Este complejo timbre se denomina inarmonía. La inarmonía de una cuerda depende de sus características físicas, como tensión, rigidez y longitud. La inarmonía desaparece cuando las cuerdas son inclinadas porque la acción de stick-slip (golpe-deslizamiento) del arco es periódica, por lo que impulsa todas las resonancias de la cuerda en ratios armónicos exactos, incluso si tiene que conducir un poco fuera de su frecuencia natural.
La técnica exacta puede someterse a algunas variaciones dependiendo del tipo de instrumento de cuerda. 

### En instrumentos de cuerda frotada
En un instrumento de cuerda frotada es un método de interpretación que consiste en pulsar la cuerda con los dedos, en lugar de utilizar el arco. Esto produce un resultado muy diferente a los movimientos de arco, los sonidos son cortos y percusivos en lugar de mantenerse.
Esta técnica en el violín consiste en picar la cuerda con la mano derecha aún sosteniendo el arco. 
Si un intérprete de cuerda tiene que tocar en pizzicato durante un largo período de tiempo, el artista puede posar el arco en el regazo o en el atril. Los violinistas y violistas también pueden sostener el instrumento en la posición que se adopta para tocar el banjo, descansando en posición horizontal sobre el regazo, y pulsar las cuerdas con el dedo pulgar de la mano derecha. Esta técnica rara vez se utiliza y por lo general sólo en los movimientos que constituyen un pizzicato de principio a fin. 
Una técnica similar a esta, donde las cuerdas son realmente pulsadas como en una guitarra, se requiere en el cuarto movimiento del Capricho español (Scena e canto gitano) de Nikolái Rimski-Kórsakov, donde los violines y los violonchelos han de interpretar en pizzicato "cuasi chitarra". La música de tal movimiento está formada por acordes de tres y cuatro notas, que son punteados y rasgueados al igual que en el instrumento al que está imitando, la guitarra.

### En guitarra
En instrumentos como la guitarra en la que se toca sin arco, el pizzicato se realiza tocando normalmente pero con la mano apoyada en las cuerdas. Se trata de una forma moderada de pulsación, que mantiene un parecido audible con el pizzicato ejecutado en un instrumento de cuerda frotada, con sus sonidos relativamente 
los de duración. Para más detalles de esta técnica, véase palm mute.

### En instrumentos de teclado
En un instrumento de teclado, como el piano, el pizzicato se puede emplear (aunque raramente se ve) como una de las diversas técnicas que implican la manipulación directa de las cuerdas conocidas colectivamente como "string piano".

### En música electrónica
El pizzicato también es un género de música electrónica nacido en 1995, que usaba principalmente violines tocados con dicha técnica y un ambiente trance. 
Sash! fue uno de sus creadores, que dio la vuelta al mundo con el tema Encore une fois. Durante los años siguientes este género musical fue decayendo, hasta su práctica desaparición en el 2000.

## Variantes

### Pizzicato Bartók
Es un pizzicato particularmente fuerte en el que la cuerda es estirada verticalmente y rebota en el diapasón del instrumento. Esta técnica es conocida como pizzicato Bartók, después de que este gran compositor lo emplease ampliamente en su repertorio orquestal.

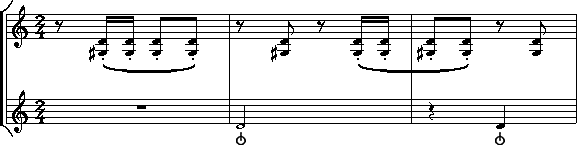
Muestra del pizzicato Bartók del Duo n.º 42 de Béla Bartók.

Una célebre muestra del uso del pizzicato Bartók se encuentra en el tercer movimiento de la Sinfonía n.º 7 de Gustav Mahler. En él se indica a los violines mediante una nota a pie de página «pulsar la nota tan fuerte que las cuerdas golpeen la madera». 
En el contrabajo este estilo de pizzicato fue utilizado en la música jazz desde la década de 1920 y utilizado más adelante en el estilo rockabilly. Debido a que un contrabajo sin amplificar es generalmente el instrumento más silencioso de un conjunto de jazz, muchos intérpretes de los años 1920 y 1930 utilizaron esta técnica tirando de las cuerdas para que hiciesen un sonido de "latigazo" rítmico contra el diapasón. Esto permitía al contrabajo abrirse camino a través del sonido del conjunto de forma más efectiva que simplemente pulsando las cuerdas y, así, ser escuchado más fácilmente en las grabaciones de sonido, ya que el equipo de grabación en los primeros tiempos de la fonografía no favorecía las bajas frecuencias.

### Pizzicatode la mano izquierda
También se pueden utilizar los dedos de la mano izquierda para el pizzicato, ya sea cuando no están en uso o están abandonando su posición anterior. Esto permite pizzicati en lugares donde normalmente no habría tiempo para poner la mano derecha desde o hasta la posición de interpretar con el arco. El uso del pizzicato de la mano izquierda es relativamente poco común y se encuentra con mayor frecuencia en el repertorio solista de violín. Dos famosos ejemplos de este tipo de pizzicato son Capricho n.º 24 de Niccolò Paganini y Zigeunerweisen de Pablo Sarasate.
El pizzicato de la mano izquierda también puede ejecutarse mientras se están interpretando notas con el arco, este es un efecto que aparece principalmente en el repertorio de finales del siglo XIX y posterior. Ejemplos de esta técnica se puede contemplar en las obras de Henryk Wieniawski, Alban Berg (Concierto para violín y orquesta, «A la memoria de un ángel»), Igor Stravinsky (Tres piezas para cuarteto de cuerda), entre muchos otros.

### Pizzicatoa dos manos
El pizzicato a dos manos es otra colorida técnica de pizzicato que se emplea en el Capricho español de Rimski-Kórsakov. En la partitura se representa con las indicaciones m.s. y m.d., que se corresponden con mano sinistra para la mano izquierda y mano destra para la mano derecha. En este caso, se pulsa al aire la cuerda Mi alternativamente y en rápida sucesión por las manos izquierda y derecha.

### Pizzicatobajo ligadura de expresión
Maurice Delage en su Quatre poèmes hindous para soprano y orquesta de cámara requiere unos pizzicati bajo ligadura de expresión en la parte del violonchelo. Este efecto se consigue tocando una nota y luego deteniendo una nueva nota en la misma cuerda, sin pulsar la cuerda de nuevo. Esta técnica, conocida como técnica de hammer-on por los guitarristas, no se suele aplicar en los instrumentos de arco.

### Pizzicato glissandi
Bartók también hizo uso del pizzicato glissandi que se ejecuta pulsando una nota y luego deslizando el dedo que va a detenerla hacia arriba o hacia abajo de la cuerda. Esta técnica se puede escuchar en su obra Música para cuerdas, percusión y celesta.

## Representación gráfica
En notación musical un compositor normalmente indican al ejecutante que debe utilizar pizzicato con la abreviatura «pizz.» situada encima del pentagrama al principio de la secuencia de notas que desea que se ejecute conforme a tal indicación. Mientras que la vuelta al uso del arco se indica mediante el término italiano «arco».
- Un pizzicato Bartók a menudo se representa mediante un círculo con una pequeña línea vertical que pasa por la parte superior del mismo. Este signo se coloca por encima de la nota en cuestión o por escrito Bartók pizz. al comienzo del paso correspondiente.
- Un pizzicato de la mano izquierda se suele indicar por escrito con una pequeña cruz encima de la nota.

|              |
| Abreviatura. |

|                   |
| Pizzicato Bartók. |

|                                 |
| Pizzicato de la mano izquierda. |

Cuando el compositor desea que dos o más cuerdas sean rasgueadas con las uñas de los dedos como si fueran cuerdas de guitarra, debe escribir «quasi chitarra» ("casi guitarra").

## Historia y ejemplos

### En música clásica occidental
En música clásica los instrumentos de cuerda son los que más se suelen tocar con el arco y los compositores dan indicaciones específicas para tocar pizzicato donde se requiera. 
La obra más antigua en que se hace uso del pizzicato en música clásica, es el Il Combattimento di Tancredi e Clorinda escrito en 1638 por Claudio Monteverdi, donde se indica al intérprete que pellizque las cuerdas con dos dedos de la mano derecha.
En 1756, Leopold Mozart en su obra Versuch einer gründlichen Violinschule indica al intérprete que utilice el dedo índice de la mano derecha para ejecutarlo. Este método ha sido el más habitual para ejecutar un pizzicato, aunque a veces se emplea el dedo medio. El arco se sostiene en la mano al mismo tiempo, a menos que haya suficiente tiempo para moverlo hacia abajo y levantarlo de nuevo entre los pasajes que se ejecutan con movimientos de arco.
Antonio Vivaldi, en el Ah Ch'Infelice Sempre de su cantata Cessate, omai cessate, combinada el pizzicato con los movimientos de arco para crear un sonido único. También incluyó el pizzicato en el segundo movimiento del Invierno de Las cuatro estaciones.
Entre las piezas de música clásica que se interpretan enteramente en pizzicato se incluyen las siguientes:
- J. S. Bach: el noveno movimiento del Magnificat (1723-1733).
- Johann Strauss II y Josef Strauss: Pizzicato Polka (1869).
- Léo Delibes: el Divertissement: Pizzicati perteneciente al tercer acto del ballet Sylvia (1876).

- Piotr Ilich Chaikovski: el tercer movimiento de la Sinfonía n.º 4 (1877-1878).
- Béla Bartók: el cuarto movimiento del  Cuarteto de cuerda n.º 4 (1927).
- Benjamin Britten: el segundo movimiento de la Simple Symphony (1934).
- Leroy Anderson: Plink, Plank, Plunk! (1951).

### En otros géneros musicales
En jazz, en bluegrass y en los pocos estilos de música popular que usan el contrabajo (como psychobilly y rockabilly), el pizzicato es la manera habitual de tocar el contrabajo. Esto es inusual para un instrumento de la familia del violín, porque independientemente de que dicha familia se utilice en música jazz (por ejemplo, el violín de jazz), en música popular, en música tradicional (por ejemplo, el violín de bluegrass) o en música clásica, que generalmente se toca mediante movimientos de arco durante la mayor parte de la actuación. En la ejecución musical del contrabajo clásico, los pizzicati suelen realizarse mientras el arco se sostiene en la mano. En tal caso la cuerda normalmente sólo se pulsa con un dedo. Por el contrario, en el jazz, bluegrass y otros estilos no clásicos, los intérpretes por lo general no se quedan sujetando el arco por lo que son libres de usar dos o tres dedos para pulsar la cuerda.